# الوسام الملكي التراثي
الوسام الأسري والذي يترجم أيضًا إلى الوسام الملكي التراثي (بالإنجليزية: Dynastic order، monarchical order، House order، بالإيطالية: Ordine dinastico، بالفرنسية: Ordre dynastique، بالألمانية: Hausorden، بالروسية: Династический орден) هو وسام يمنح تحت رعاية ملكية. يتم منح مثل هذا الوسام عبر الملك، أو صاحب السيادة أو رئيس عائلة مالكة في الحاضر أو كانت ذات سيادة في حقبة ما، حيث يعتبر أن المانح يمتلك ما يطلق عليه باللاتينية: fons honorum، أي نبع الإجلال أو التكريم. بشكل عام، يتم منح الأوسمة الأسرية من قبل الملك لأي سبب قد يراه الملك مناسبًا بينما يتم منح الأوسمة الأخرى، والتي غالبًا ما تسمى أوسمة الاستحقاق (بالإنجليزية: Merit Orders)‏، بناءً على توصية من المسؤولين الحكوميين للاعتراف بالإنجازات الفردية أو الخدمات المقدمة للأمة.
تخضع الأوسمة الأسرية للسيطرة الحصرية للأسرة المالكة ويتم منحها استشارة القيادة السياسية (رئيس الوزراء أو مجلس الوزراء).
يعتبر الوسام الوطني المصطلح المكافئ للأوسمة، على سبيل المثال: أوسمة الجدارة والاستحقاق، التي تمنحها الدول ولكن لا تمنحها السلالات الحاكمة.

## إيطاليا
يوجد وضع مماثل في إيطاليا، حيث تعتبر الحكومة الجمهورية أن أوسمة الملوك السابقين قد ألغيت لكن وريث الملك الأخير يواصل منحها. ومع ذلك، فإن الوضع الإيطالي فريد من نوعه، حيث أن وسام القديسين موريس لازروس هو أحد الأوسمة القليلة للفروسية التي تم الاعتراف بها صراحةً بموجب مرسوم بابوي، حيث أعطى البابا غريغوري الثاني عشر لبيت سافوي الحق في منح تلك الفروسية إلى الأبد. وهكذا، وبموجب مبادئ القانون الدولي، يزعم وريث العرش الإيطالي في المنفى أن السيطرة على أوسمة سلالة سافوي موجودة منفصلة عن مملكة إيطاليا، بحيث يحتفظ بالحق في منح الأوسمة والامتيازات المصاحبة لها. " تمتلك العائلة المالكة في سافوي أيضًا وسام البشارة الأقدس وهو أعلى مرتبة في ترتيب الفروسية. بالإضافة إلى ذلك فإن وسام استحقاق سافوي هو وسام فارس يمنحه رئيس البيت الملكي في سافوي، وسام الفروسية . بعد وفاة آخر ملك حاكم لإيطاليا أومبيرتو الثاني في عام 1983، تم استبدال وسام تاج إيطاليا في عام 1988 بوسام استحقاق سافوي الذي أسسه وريثه، الرئيس الحالي للبيت الملكي السابق، فيتوريو إيمانويل، أمير نابولي. رغم أن وسام الاستحقاق لسافويا لم يكن وسامًا وطنيًا أبدًا، فهو تابع للوسام المدني لسافوي الذي كان وسام الاستحقاق ويضم حوالي 2000 عضو، وكما كان الحال مع وسام تاج إيطاليا سابقًا، فقد عُهد به إلى مستشار وسام القديسين موريس ولعازر.
بالإضافة إلى ذلك، تحتوي إيطاليا على أوسمة من البيت الملكي بوربون-الصقليتين والتي لا تزال تمنح أوسمة الفرسان الأسرية الخاصة بها. الأكثر إثارة للاهتمام هو وسام القديس جورج العسكري القسطنطيني المقدس لأن الجمهورية الإيطالية تعترف بالوسام باعتباره وسامًا للفروسية بموجب القانون رقم 178 لعام 1951 الذي يخول المواطنين الإيطاليين الحاصلين على وسام القسطنطينية إظهارهم كمعترف بهم رسميًا أيضًا من قبل مجلس الدولة الإيطالي في قراره رقم 1869/81. لذلك، يمكن للمواطنين الذين حصلوا بشكل قانوني على أوسمة قسطنطينية أن يطلبوا استخدامها على أراضي الجمهورية الإيطالية بموجب مرسوم رئاسي أو مرسوم من وزارة الخارجية. بموجب مرسوم صادر عن رئيس الجمهورية في عام 1973، تم تأسيس الجمعية الوطنية الإيطالية لفرسان الوسام العسكري المقدس القسطنطيني للقديس جورج. بالإضافة إلى ذلك هناك وسام فرانسيس الأول الملكي لمملكة الصقليتين. يزعم أحد فروع العائلة (بقيادة الأمير كارلو، دوق كاسترو) أن وسام فرانسيس الأول كان مرتبطًا بالتاج وليس بالدولة، وبالتالي يمنحه باعتباره وسامًا سلاليًا. الفرع الآخر (بقيادة إنفانتي كارلوس، دوق كالابريا ) ينظر إلى وسام فرانسيس الأول باعتباره وسامًا للدولة انقرض عندما قبلت العائلة المالكة في بوربون-الصقليتين إلغاء ملكيتها وإدراج الدولة في مملكة إيطاليا.

## روسيا
يوجد وضع مختلف في روسيا، حيث أعيد تقديم أوسمة القديس أندرو والقديس جورج والقديسة كاترين باعتبارها أوسمة دولة في روسيا الاتحادية منذ نشأته. ومع ذلك، استمر منح الأوسمة الإمبراطورية الروسية للقديس أندرو، والقديس جورج، والقديسة كاترين، والقديسة آنا، والقديس فلاديمير، والقديس ستانيسلاف حتى عند قيام الثورة البلشفية من قبل رؤساء البيت الإمبراطوري لرومانوف المتعاقبين الدوق الأكبر كيريل فلاديميروفيتش، والدوق الأكبر فلاديمير كيريلوفيتش، والدوقة الكبرى ماريا فلاديميروفنا . بالإضافة إلى ذلك، تم إحياء أوسمة الفروسية وتم إنشاء أخرى جديدة تحت قيادة الدوق الأكبر كيريل (وسام القديس نيكولاس العجائبي)، والدوق الأكبر فلاديمير (وسام القديس ميخائيل رئيس الملائكة)، والدوقة الكبرى ماريا فلاديميروفنا (وسام القديسة أناستازيا). يُسمح بارتداء جوائز هذه الأوسمة في روسيا، وتتمتع باعتراف شبه رسمي من قبل الكنيسة والدولة؛ على سبيل المثال، في 14 ديسمبر 2001، شرعت وزارة الدفاع في روسيا الاتحادية ارتداء وسام القديس نيكولاس العجائبي في روسيا من قبل العسكريين في الخدمة الفعلية.

## البرتغال
يُستخدم مصطلح الوسام الأسري أيضًا لتلك الأوسمة التي يستمر منحها من قبل الملوك السابقين وذريتهم بعد إبعادهم عن السلطة. على سبيل المثال، يؤكد موقع دوارتي بيو دي براغانكا، وهو مدعي لعرش البرتغال مستخدمًا لقب دوق براغانزا، أن وسام الحبل بلا دنس لفيلا فيكوسا، "كونه وسامًا أسريًا لبيت براغانكا وليس وسامًا للدولة، استمر منحه من قبل آخر ملك دوم مانويل الثاني، في المنفى". وعلى أساس خلافته للملك مانويل الثاني، يواصل دوارتي بيو منح أوسمة مملكة البرتغال التي لم تتولها الجمهورية البرتغالية.
تنظر الجمهورية البرتغالية إلى الأمور بشكل مختلف إلى حد ما، حيث تعتبر جميع الأوسمة الملكية منقرضة بعد ثورة 5 أكتوبر 1910 مع إحياء بعضها في شكل جمهوري في عام 1918. ولأغراض رسمية، تتجاهل البرتغال ببساطة الأوسمة التي أصدرها المتظاهر الملكي، دوارتي بيو. على الرغم من عدم محاكمة أي شخص لقبوله أوسمة من دوم دوارتي، بما في ذلك نفسه، فإن القانون البرتغالي يتطلب الحصول على إذن من الحكومة لقبول أي جائزة رسمية، سواء من البرتغال أو من قوى أجنبية؛ وجوائز دوم دوارتي ببساطة لا تظهر في أي مكان على أي من القائمتين.

## أوروبا الوسطى
في أوروبا الوسطى، كان لرئيس عائلة هابسبورغ الحق في التصرف في وسام فرسان الصوف الذهبي حتى بعد عام 1918. يتواجد الكنز الضخم والأرشيف المرتبط به في خزانة فيينا. وقد أكدت جمهورية النمسا هذا صراحة. خلال الحقبة النازية، تمت مصادرة وحل العديد من البضائع والطلبيات التابعة لعائلة هابسبورغ. لقد حافظ الاتحاد السوفييتي على هذا الوضع خلال الحرب الباردة لمنع أي معارضة بين شعوبه المضطهدة. بعد انهيار الشيوعية، تم إعادة تنشيط وسام القديس جورج من قبل عائلة هابسبورغ باعتباره رتبة سلالة في أوروبا الوسطى. بفضل وسام الصوف الذهبي ووسام القديس جورج، أصبح الشخصيات المستحقة اليوم فرسانًا.

## أوسمة أخرى
هناك العديد من الرتب الأسرية للفروسية. اليوم، تشمل الرتب الأسرية تلك التي لا يزال يمنحها الملك الحاكم، وتلك التي يمنحها رئيس الأسرة الملكية في المنفى، وتلك التي انقرضت. على الرغم من أنه يُزعم أحيانًا أن رؤساء الأسر الحاكمة السابقة يحتفظون بالحق في أوسمةهم الأسرية ولكن لا يمكنهم إنشاء أوسمة جديدة، فإن هذا الرأي يتحدى من قبل آخرين يعتقدون أن القدرة على إنشاء الأوسمة تظل في يد الأسرة الحاكمة إلى الأبد. في بعض الحالات، يتم اتهام العائلات الحاكمة سابقًا بـ "تزوير" القضية من خلال الادعاء بإحياء أوسمة انقرضت منذ فترة طويلة أو عن طريق تغيير أوسمة الدولة غير الأسرية إلى أوسمة أسرية. ومن الأمثلة على ذلك وسام القديس ميخائيل للجناح، والذي يوصف أحيانًا بأنه إحياء لوسام خامد منذ فترة طويلة تم منحه آخر مرة في القرن الثامن عشر ولكن يوصف أيضًا بأنه وسام جديد تم إنشاؤه في عام 2004. وأخيرًا، هناك مثال للمدعية الروسية ماريا فلاديميروفنا التي نشرت مرسومًا في 20 أغسطس 2010 لإنشاء الوسام الإمبراطوري الجديد بالكامل للشهيدة العظيمة المقدسة أناستازيا.

### مُنحت من قبل الكرسي الرسولي
على الرغم من أن بعض العائلات الملكية السابقة وأنصارها يزعمون أن الكنيسة الكاثوليكية الرومانية تعترف رسميًا بحقهم في منح الأوسمة المختلفة، إلا أن الفاتيكان ينفي كل هذه الادعاءات. في 16 أكتوبر 2012، جدد وزير خارجية الفاتيكان إعلانه الرسمي بأنه لا يعترف إلا بالأوسمة الصادرة عن البابا، وهي:
- مرتبة المسيح العليا
- وسام النتوء الذهبي
- وسام البابا بيوس التاسع
- وسام القديس غريغوريوس الكبير
- وسام البابا القديس سلفستر

### تحت الحماية البابوية
- رهبانية القبر المقدس
- منظمة مالطا العسكرية السيادية
- الوسام التوتوني

### تم الاعتراف به صراحةً من خلال مرسوم بابوي
- رهبنة القديسين موريس ولعازر

حذر وزير الخارجية من أن "الكرسي الرسولي لا يعترف بالأوسمة الأخرى، سواء كانت حديثة النشأة أو تعود إلى العصور الوسطى... ولتجنب أي شكوك محتملة، حتى بسبب الإصدار غير المشروع للوثائق أو الاستخدام غير المناسب للأماكن المقدسة، ولمنع استمرار الانتهاكات التي قد تؤدي إلى الإضرار بالأشخاص ذوي حسن النية، يؤكد الكرسي الرسولي أنه لا ينسب أي قيمة على الإطلاق لشهادات العضوية أو الشارات الصادرة عن هذه المجموعات، ويعتبر استخدام الكنائس أو المصليات لما يسمى "مراسم التنصيب" غير مناسب".

### منحت من قبل الملك الحالي
- وسام فرسان الرباط (المملكة المتحدة)[7]
- وسام الصوف الذهبي النبيل (إسبانيا)[30]
- وسام الأسد الذهبي لبيت ناسو (هولندا ولوكسمبورج)[31]
- الوسام الملكي الفيكتوري (ممالك الكومنولث)[7]
- وسام الفيل (الدنمارك)[32]
- وسام دانيبروغ (الدنمارك)
- وسام الاستحقاق (ممالك الكومنولث)[7]
- وسام بيت أورانج ( هولندا)[33]
- أقدم وأشرف وسام الشوك (المملكة المتحدة)[7]
- وسام السيرافيم (السويد)
- وسام القديس أولاف (النرويج)
- وسام الحسين بن علي (الأردن)

### مُنحت من قبل رئيس الأسرة الحاكمة سابقًا

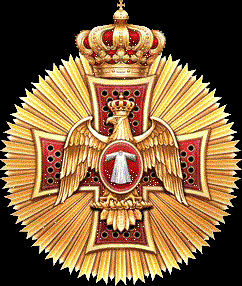
الصليب الأعظم لوسام نسر جورجيا

- The Order of Saint George (Bavaria-Wittelsbach)[34]
- The Order of St. Hubert (Bavaria-Wittelsbach)[35]
- The Order of Theresa (Bavaria-Wittelsbach)
- The Order of Saint Alexander (Bulgaria)
- The Imperial Ethiopian Order of Saint Mary of Zion (Ethiopia)
- The Order of the Holy Spirit (France)[36][37]
- The Order of Saint Michael (France)[36][38]
- The Order of the Eagle of Georgia (Georgia، Bagrationi Dynasty)[39]
- The Royal Order of the Crown of Georgia Kingdom (Georgia, Nugzar Bagration-Gruzinsky)
- The House Order of Hohenzollern (Hohenzollern, Germany)
- The Order of Saints George and Constantine, (former Greek royal family)
- The Order of Saints Olga and Sophia, (former Greek royal family)
- The Order of Skanderbeg (Albania, House of Zogu)
- The Imperial Austrian Order of Elizabeth (Habsburg-Lorraine)[40]
- The Noble Order of the Golden Fleece (Habsburg-Lorraine)[2][41]
- The Order of the Starry Cross (Habsburg-Lorraine)[42][43]
- The Order of St. George (Habsburg-Lorraine)
- The Order of Vitéz (Habsburg-Lorraine)
- The Order of Saint Stephen of Hungary (Hungary)
- The Order of Prince Danilo I (Montenegro)[44]
- The Order of Petrovic Njegos (Montenegro)[45]
- The Order of Saint Peter of Cetinje (Montenegro)[46]
- The Order of Saint George of Parma (Parma)[47][48]
- The Order of the Immaculate Conception of Vila Viçosa (Portugal, House of Braganza)[49]
- The Order of Saint Isabel (Portugal, House of Braganza)
- The Order of Merit of the Portuguese Royal House (Portugal, House of Braganza)
- The Order of Saint Michael of the Wing (Portugal, House of Braganza)[50]
- The Order of the Crown (Romania), founded as a state order it was revived by King Michael I as a Dynastic Order in 2011.[51]
- The Order of Saint Andrew (Imperial House of Russia)
- The Order of Saint Catherine (Imperial House of Russia)
- The Order of Saint Alexander Nevsky (Imperial House of Russia)
- The Order of the White Eagle (Imperial House of Russia)
- The Order of Saint Anna (Imperial House of Russia)[52]
- The Order of Saint Vladimir (Imperial House of Russia)
- The Order of Saint Stanislav (Imperial House of Russia)
- The Order of Saint Michael the Archangel (Imperial House of Russia, a modern order created in exile in 1988 by the Head of the Imperial House Vladimir Kirillovich
- The Royal Order of the Intare (Rwanda)
- The Supreme Order of the Most Holy Annunciation (Savoy)[53]
- The Order of Saints Maurice and Lazarus (Savoy)[53]
- The Order of Merit of Savoy (Savoy)
- The Order of Parfaite Amitié (Thurn and Taxis)
- The Order of Saint Joseph (Tuscany)
- The Sacred Military Constantinian Order of Saint George (Two Sicilies)
- The Order of Saint Januarius (Two Sicilies)
- The Royal and Hashemite Order of the Pearl (Sulu, Royal House of Sulu)
- The Order of the Rose (Brazil, House of Orleans-Braganza)
- The Order of the Southern Cross (Brazil, House of Orleans-Braganza)
- The Order of Saint James of the Sword (Brazil) (Brazil, House of Orleans-Braganza)
- The Imperial Order of Christ (Brazil, House of Orleans-Braganza)
- The Order of Pedro I (Brazil, House of Orleans-Braganza)
- The Order of the Rasulids (Royal House of Tahir Buruj of the Rasulid dynasty)[54]